# Заречье (Свердловский район)
Заречье — посёлок в Свердловском районе Орловской области России. Входит в состав Никольского сельского поселения.

## География
Уличная сеть представлена одним объектом: Свободная улица.

### Географическое положение
Находится в 21 километре от районного центра — посёлка городского типа Змиёвка, в 32 километрах от областного центра — города Орёл и в 358 километрах от столицы — Москвы.

## Население
| 2010 |
| ---- |
| 5    |

## Инфраструктура
Было личное подсобное хозяйство. На октябрь 2021 года домовладений нет.

## Транспорт
Деревня доступна автотранспортом с автодороги «„Змиевка — Никольское“ — Плоское — Поваляевы Дворы» (идентификационный номер 54 ОП РЗ 54К-332).